# Spodnji Stari Grad
Spodnji Stari Grad – wieś w Słowenii, w gminie Krško. W 2018 roku liczyła 247 mieszkańców.